# Jesualdo Sosa
Jesús Aldo Sosa Prieto, más conocido como Jesualdo (Departamento de Tacuarembó, 22 de febrero de 1905 - Montevideo, 27 de diciembre de 1982), fue un maestro, escritor, pedagogo y periodista uruguayo. Su actividad docente lo llevó a dedicarse con mayor interés y conocimientos a la obra dirigida al niño o referida a sus actividades, intereses o necesidades. Su obra más conocida es "Vida de un maestro", novela autobiográfica que retrata su trabajo en la escuela de Canteras de Riachuelo (Departamento de Colonia).

## Biografía
Nació en el área rural de Tacuarembó, el 22 de febrero de 1905. Era hijo de  Miguel Sosa y Cándida Olivera Prietto, de nacionalidad brasileño y oriental, respectivamente. Sus padres se dedicaban a trabajar en el campo. Cuando tenía  cinco años, su familia fue a vivir a Tranqueras (departamento de Rivera). De ahí que, en muchos escritos, se menciona Rivera como su lugar de nacimiento. Allí cursó sus estudios primarios hasta quinto año. Debido a que su familia era de escasos recursos económicos, en su niñez y juventud, trabajó como repartidor de encomiendas, carretero y cronista. A la edad de dieciséis años, ingresó al Instituto de Varones, donde culminó sus estudios cuatro años después, en 1925.

## Actividad académica
En 1926  obtuvo el cargo de Maestro efectivo en la Escuela N° 1 de Montevideo. En forma simultánea trabajaba en el ámbito del periodismo en los periódicos La Razón y  El Telégrafo.
En el año 1928 comenzó a desempeñarse como maestro en la Escuela N° 56 de Canteras de Riachuelo (departamento de Colonia). Contrajo matrimonio con la directora de la escuela, María Cristina Zerpa, siete años mayor que él.  En esa escuela permaneció hasta 1935  y continuó la experiencia sobre la expresión infantil, que había iniciada en Montevideo. Ese mismo año publicó Vida de un maestro. Como consecuencia de esta obra, donde realizó severas críticas al sistema, fue destituido de su cargo de maestro y se le prohibió continuar con la experiencia. A pesar de ello, su actividad educativa continuó sea escribiendo,  dictando conferencias, etc.
En 1938 publicó 180 poemas de los niños de la escuela de Jesualdo. Más adelante, en 1943, Problemas de la educación y la cultura en América,  en 1945  17 educadores de América y en 1950 La expresión creadora del niño. Luego, en 1960, Fuera de la escuela, en 1966, El niño y la educación en América Latina, y en 1968, Antecedentes de mi pedagogía de la expresión, entre otros.
Dictó conferencias y cursos en diversos países de América, Europa, Asia y África. En 1961-1962, estuvo en Cuba, donde fue decano de la Facultad de Educación y colaboró como asesor en la Campaña de Alfabetización.
En 1973 se alejó de la escena pública, pues, como consecuencia del golpe de Estado de 1973, se le prohibió todo tipo de actuación así como la venta de sus libros.
En 1982 falleció en Montevideo.

## Obra
Su obra estuvo centrada en la «expresión creadora». Su obra práctica más importante la realizó en Canteras del Riachuelo, y fue considerada una verdadera «Pedagogía de la expresión».  Cuando llegó a la escuela de Riachuelo se encontró con un panorama muy común y desolador de la enseñanza en la campaña uruguaya. No había clases superiores, sino que los cursos iban hasta cuarto grado. Por tal motivo, los alumnos se veían obligados a repetir los últimos años, para no egresar demasiado pronto de la escuela. El único centro cultural era la escuela. Luego de culminada la enseñanza escolar, iban a trabajar en el campo, engrosando, de esa manera, la cantidad de asalariados rurales.
Para revertir esa situación, Jesualdo suprimió las vacaciones y feriados y dio cursos para exalumnos.
El trabajo escolar debía centrarse especialmente en el interés presente de los niños,  También planteaba que la escuela debía adaptarse al medio. Buscó vincular el hacer educativo con todo lo que pasaba en el medio en el que se encontraba inserta la escuela: las piedras de la cantera, la extracción, el paisaje natural y los habitantes.
A la vez que se realizaban actividades de expresión creadora, se discutían y se planificaban, junto con los niños, las normas de responsabilidad y comportamiento colectivo. En trabajo colaborativo de niños y maestros  publicaron un periódico escolar, al que denominaron «El marrón» (el nombre hacía referencia a la herramienta que los trabajadores de la cantera utilizaban para romper la piedra).
Su pedagogía estuvo inspirada por las teorías de Freud, Aníbal Ponce, Piaget, Vigotski y Wallon.

La escuela, invirtiendo el proceso, es decir partiendo del mundo expresionista del niño y poniendo los conocimientos al servicio de este, lograría con mayor eficacia su propósito.
J.Sosa, 1943,282

## Publicaciones
- Lecturas biográficas y héroes de leyenda (1927)
- Nave del alba pura (1927)
- Siembra de pájaros (1929)
- Hermano Polichinela (1929)
- Vida de un maestro (1935)
- Prólogo a "En carne viva" de Serafín J. García (1937)
- 180 poemas de los niños de la escuela de Jesualdo (1938)
- Fuera de la escuela (1940)
- Artigas: del vasallaje a la revolución (1940)
- Sinfonía de la danzarina (1942)
- Problemas de la educación y la cultura en América (1943)
- Los fundamentos de la nueva pedagogía (1944)
- José Artigas, el primer uruguayo ejemplo para los niños (1944)
- Literatura infantil. Ensayo sobre ética, estética y psicopedagogía de la literatura infantil (1944)
- 500 poemas de los niños de la escuela de Jesualdo (1945)
- 17 educadores de América (1945)
- La enseñanza en el Uruguay (1947)
- Elegía autobiográfica (1949)
- La expresión creadora del niño (1950)
- Ideas pedagógicas (1950)
- Mi Viaje a la U.R.S.S. (1952)
- La escuela lancasteriana (1954)
- Don Juan de Byron (1955)
- Formación del pensamiento racionalista de José Pedro Varela (1958)
- Conocí China en otoño (1958)
- Antología poeizei latino-americane (1961).
- Vaz Ferreira. Pedagogo burgués (1963)
- El tiempo oscuro (1966)
- El niño y la educación en América Latina (1966)
- Antecedentes de mi pedagogía de la expresión (1968)
- Jesualdo: pedagogía de la expresión (1968)
- El garañón blanco (1971)
- La escuela politécnica humanista (1974)
- Memorias de un desolado profesor (2017)